# Juchique de Ferrer
Juchique de Ferrer är en kommun i Mexiko.   Den ligger i delstaten Veracruz, i den sydöstra delen av landet, 260 km öster om huvudstaden Mexico City.
Följande samhällen finns i Juchique de Ferrer:
- Plan de las Hayas
- Dos Arroyos
- Carrizal
- Santa Rosa Sur
- El Arenal
- La Esperanza
- El Calabozo
- Loma de San Nicolás
- Colonia Francisco I. Madero
- El Tacahuite
- Mundo Nuevo
- El Porvenir
- Jardines de Juchique
- El Zapotal
- Arroyo de Chilares
- Loma Alta
- Cerro Escuingo
- Colonia Libres Sur
- Santa Lucía
- La Fila
- Santa Rosa Norte
- Loma Hermosa
- Corralitos
- El Recreo